# Wawrzyszów (Wiązów)
Wawrzyszów (deutsch: Lorenzberg) ist ein Dorf in der Stadt- und Landgemeinde Wiązów im Powiat Strzeliński der Woiwodschaft Niederschlesien in Polen.

## Geographie
Das Angerdorf Wawrzyszów liegt zwölf Kilometer südlich von Wiązów (Wansen), 15 Kilometer südöstlich von Strzelin (Strehlen) und 52 Kilometer südöstlich von Breslau in der Schlesischen Tiefebene. Östlich des Dorfes verläuft die Grenze zur Woiwodschaft Opole. Nachbarorte von Wawrzyszów sind im Westen Łojowice (Louisdorf) und im Norden Krajno (Krain).

## Geschichte

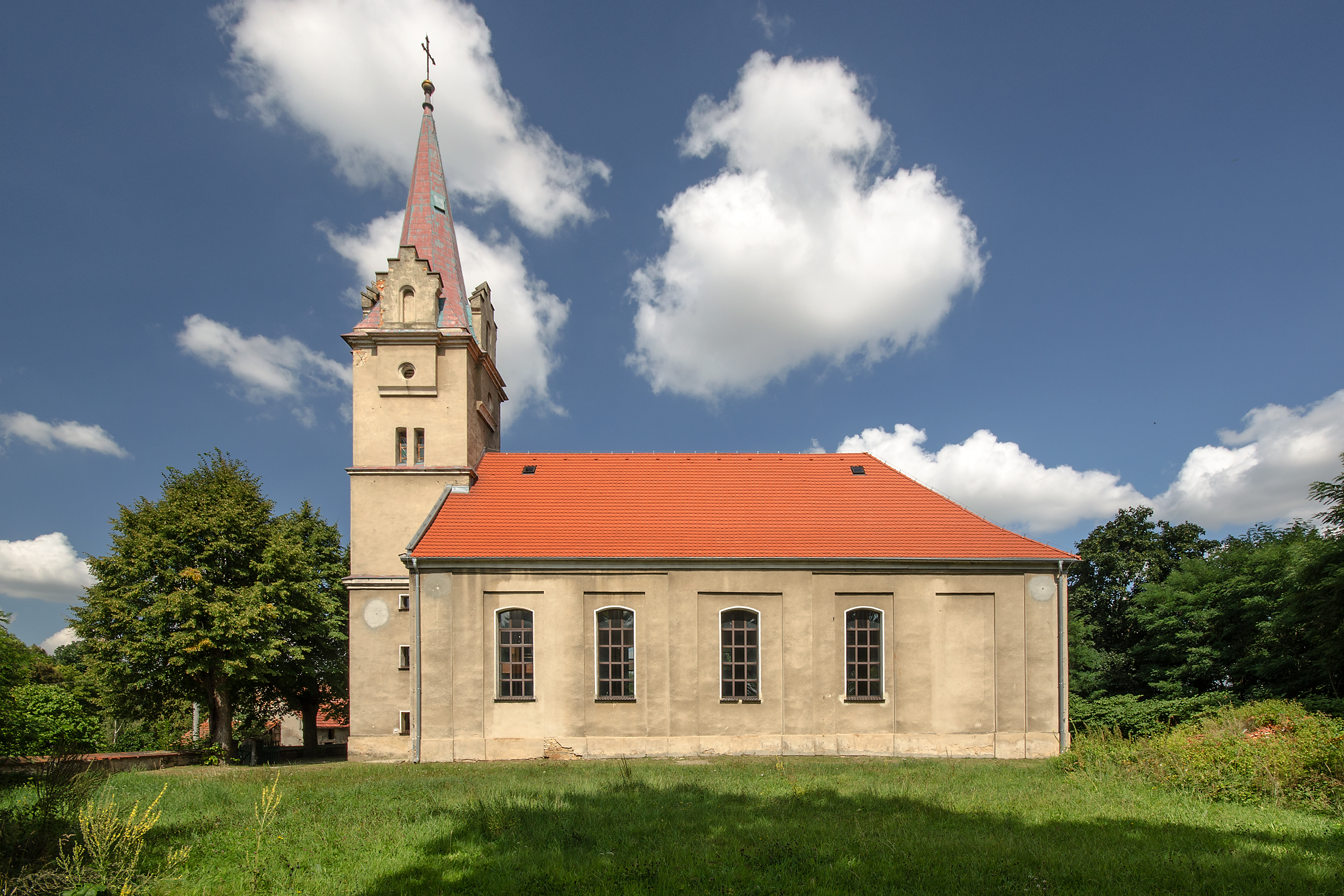
Kirche Unsere Liebe Frau von Loreto

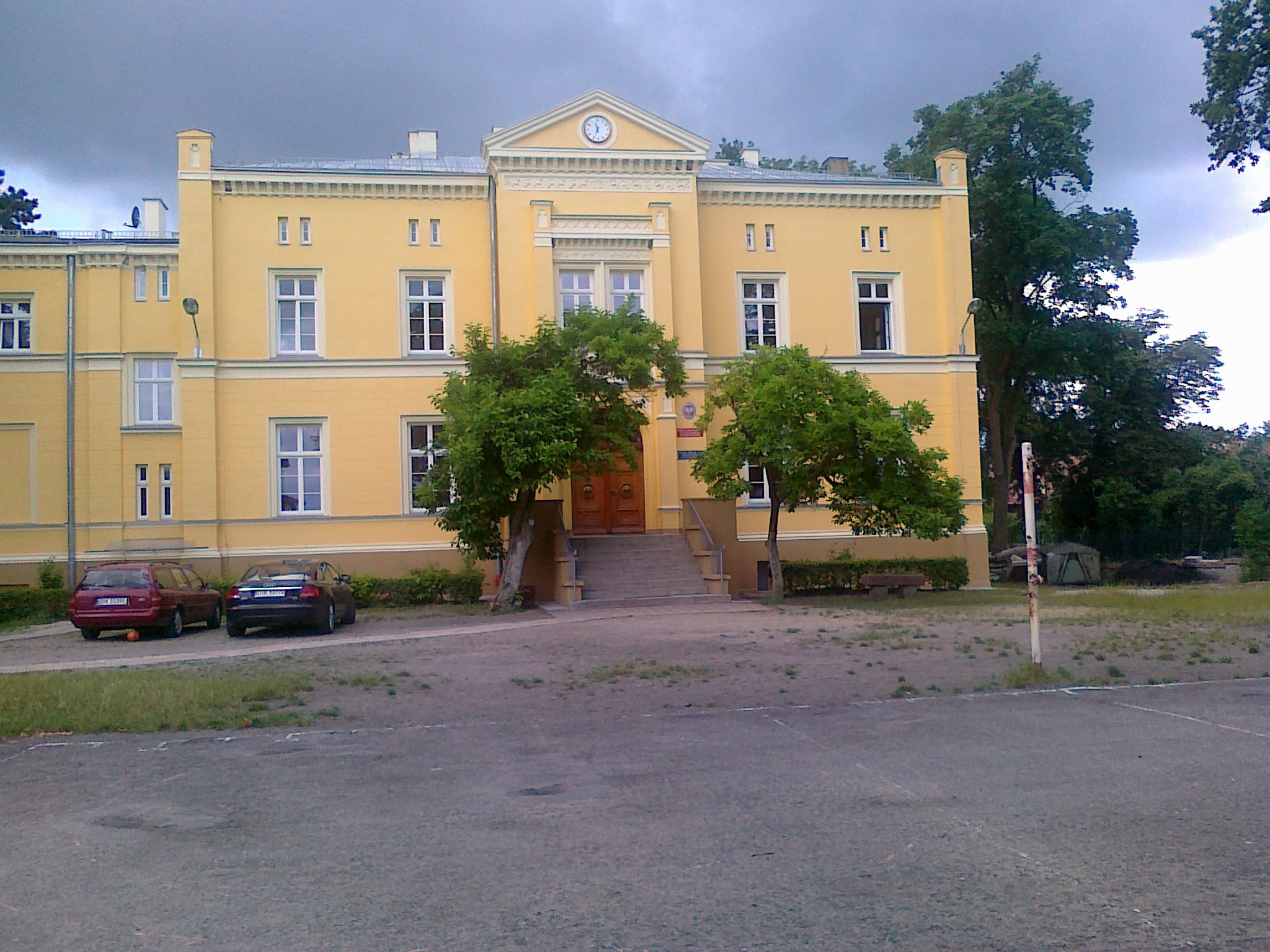
Schloss Lorenzberg

Das als Waldhufendorf gegründete Lorenzberg soll schon im 14. Jahrhundert bestanden haben. Der Legende nach stand dort zunächst eine Wallfahrtskapelle, um die sich der Ort entwickelte. Die dem hl. Laurentius von Rom geweihte Pfarrkirche wurde möglicherweise im 15. Jahrhundert erbaut und war während der Reformation seit etwa 1530 evangelisch. 1520 war der Besitzer von Lorenzberg Georg von Reibnitz. Seit 1578 gehörte es den Herren von Reideburg, in der ersten Hälfte des 18. Jahrhunderts den Herren von Prittwitz, 1761 den Herren von Kittlitz und 1783 einem Baron von Koppy. Nach den Verwüstungen des Dreißigjährigen Krieges erhielt die Kirchengemeinde erst 1650 mit Daniel Albinus wieder einen eigenen Seelsorger. Der Kretschmer Adam Hampel kehrte 1650 in das Dorf zurück. Lorenzberg war vormals mit der Kirche St. Salvator in Jäschkittel verbunden, wo der Priester jeden dritten Sonntag eine Heilige Messe las. 1683 zerstörte ein Brand das ober Vorwerk. Die Feuersbrunst vernichtete das Wohnhaus, alle Nutztiere und Getreide, die Kirche und das Pfarrhaus blieben unversehrt. Der Schaden belief sich auf 6000 Taler.
Nach dem Ersten Schlesischen Krieg 1742 fiel Lorenzberg mit dem größten Teil an Preußen. 1783 bestand Lorenzberg aus einem Vorwerk, dreißig Feuerstellen und 205 Einwohnern.
Nach der Neugliederung Preußens gehörte die Landgemeinde Lorenzberg ab 1815 zur Provinz Schlesien und war ab 1816 dem Landkreis Strehlen eingegliedert. 1845 zählte Lorenzberg unter Aufsicht des Patrimoniumgerichtes Grottkau, 55 Häuser, ein herrschaftliches Schloss, ein herrschaftliches Vorwerk, 316 überwiegend evangelische Einwohner (24 katholisch), eine evangelische Pfarrkirche, eingepfarrt: Lorenzberg, Krain, Louisdorf, Ober-Ecke und Jäschkittel, eine evangelische Schule, katholische Kirche zu Hohengiersdorf, ein Wiedemuth, eine Brauerei, zwölf Handwerker, ein Händler und 1860 Rinder. 1874 wurde aus den Landgemeinden Krain, Lorenzberg, Nieder-Jäschkittel, Mittel-Olbendorf, Nieder-Olbendorf, Ober-Ecke, Ober-Jäschkittel, Ober-Olbendorf und deren Gutsbezirken der Amtsbezirk Lorenzberg gebildet. 1885 zählte der Ort 219 Einwohner. 1933 zählte Lorenzberg 255 und 1939 245 Einwohner.
Als Folge des Zweiten Weltkriegs fiel Lorenzberg 1945 an Polen und wurde in Strzeganowice umbenannt. Die einheimische deutsche Bevölkerung wurde  weitgehend vertrieben. Die neu angesiedelten Bewohner waren zum Teil Zwangsumgesiedelte aus Ostpolen, das an die Sowjetunion gefallen war. Nachfolgend wurde es der Woiwodschaft Niederschlesien eingegliedert.

## Sehenswürdigkeiten
- Die römisch-katholische Kirche Unsere Liebe Frau von Loreto (polnisch Kościół filialny MB Loretańskiej) wurde 1817 im Stil des Klassizismus errichtet. Bis 1945 diente sie der evangelische Gemeinde.
- Das Schloss Lorenzberg (Pałac Wawrzyszów) wurde 1830 von der Familie von Kopp im Stil des Klassizismus erbaut. Heute befindet sich im Schloss eine Grundschule.[9]

## Söhne und Töchter des Dorfes
- Ernst Zimmer (1864–1924), deutscher Maler und Illustrator